# Ernesto Zertuche
Ernesto Zertuche González (Lampazos de Naranjo, 19 de noviembre de 1890 - Monterrey, 17 de noviembre de 1987) fue un militar, ingeniero y escritor mexicano, que participó en la Revolución Mexicana. 

## Carrera militar
Nació a las cuatro y media de la mañana del 19 de noviembre de 1890, en Lampazos de Naranjo, Nuevo León, siendo hijo de Jesús María Zertuche Canales y de Soledad González Flores y, a su vez, hermano del general Enrique Zertuche. Estudió en su ciudad natal y cursó contabilidad en la Academia Zaragoza en Monterrey. Se matriculó en el Heroico Colegio Militar de Chapultepec en 1910, donde realizó estudios de ingeniería, y estuvo ahí hasta el estallido de la Decena Trágica.
Con un grupo de alumnos acompañó al presidente Madero al Palacio Nacional. Zertuche desertó del Colegio Militar durante la dictadura de Huerta y se incorporó a las fueras del general Pánfilo Natera, asistiendo al ataque de Zacatecas, donde fue ascendido a mayor. Se incorporó a la División del Norte, y acompañó a Felipe Ángeles en su campaña, combatiendo en Ramos Arizpe y en Monterrey, batalla tras la cual obtuvo el grado de teniente coronel.
Asistió a la batalla de Celaya donde fue hecho prisionero. A los 24 años fue ascendido a coronel y sustituyó al general Dionisio Triana al ser éste fusilado. El coronel Zertuche quedó gravemente herido en la batalla de Trinidad, a inmediaciones de León, Guanajuato, y después se trasladó a Laredo, Texas. Cuando se recuperó de sus heridas, la División del Norte había dejado de existir, además de que, a consecuencia de sus heridas, quedó imposibilitado físicamente para el ejercicio de la carrera militar.

## Vida después de la Revolución
Después de la Revolución, Ernesto Zertuche trabajó como inspector de minerales en los ferrocarriles durante veinte años; también se dedicó a la ganadería en su natal Lampazos. Hizo un curso por correspondencia, hasta graduarse de ingeniero topógrafo, y más tarde uno de periodismo, durante el cual escribió una serie de artículos acerca de la Teoría de la Relatividad de Albert Einstein, los cuales fueron publicados en primera plana en el Diario de la Marina en La Habana, Cuba, en junio de 1924 (considerado el mejor diario en Latinoamérica en aquel tiempo).

## Carrera histórica y literaria
En este tiempo cultivó la literatura y la historia. Escribió el folleto Los Caloca en la Revolución, que alcanzó dos ediciones, la última de tres mil ejemplares. Es notable su prólogo al libro Lampazos... de Leopoldo Naranjo (1934). Fue colaborador de El Legionario de México, del anuario Humanitas de la Universidad Autónoma de Nuevo León, en Vida Universitaria, en México Moderno, y en diversos diarios y revistas sobre los intelectuales lampacenses más distinguidos, y sobre hombres de armas, desde la Insurgencia hasta la Revolución Mexicana. También prologó varias obras de diversos autores. 
Ernesto Zertuche perteneció a la Unión de Veteranos de la Revolución. Falleció en Monterrey el 17 de noviembre de 1987, dos días antes de cumplir 97 años de edad.

## Premios y condecoraciones
En septiembre de 1979 le fue otorgada la "Medalla al Mérito" por el entonces gobernador de Nuevo León Alfonso Martínez Domínguez.
La Sociedad Nuevoleonesa de Historia, Geografía y Estadística le otorgó a Ernesto Zertuche la Medalla "Alonso de León", en mayo de 1980. Le fueron otorgadas también las medallas "Cadetes del Centenario" (otorgada a los ex-cadetes del Heroico Colegio Militar por motivo de los 50 años de su ingreso a dicho Colegio), y la "Cruz de Malta al Mérito" (por el Círculo Mercantil Mutualista de Monterrey).

## Obra
- Los Caloca en la Revolución (1969)
- Doctor Julián Díaz Leal (1971)
- Juan Ignacio Ramón (1971)
- Lo que vi y lo que oí en la Decena Trágica (1982)
- Lampazos, mi hidalga tierra (1982)
- Mis experiencias en la Revolución Mexicana

### Prólogos
- Lampazos - sus hombres - su tiempo de Leopoldo Naranjo.
- Memorias, Tomo I de Nemesio García Naranjo.
- Diario de la Revolución, Tomo I de Francisco Vela González.
- Vida y milagros de un ranchero que llegó a ingeniero e Impresiones de viaje de Julián Montañez Covarrubias.